# Drailles

Drailles est un recueil de poèmes écrit par Jean Lescure, paru en 1968.

## Présentation
Drailles (chemins de transhumance) dont le titre complet précise « suivi du petit meccano poétique n° 00 », est un recueil de 294 pages publié par Gallimard. Il représente, entre 1958, date de la publication de ses Treize poèmes, et 1968, dix ans du travail littéraire de Jean Lescure dont il constitue le sixième des ouvrages majeurs.

## Composition
Ces poèmes ont pour titres :
- Les Drailles, dédié à Guillevic
- Un herbier des dunes, dédié au père du poète
- Le Secret des simples, dédié à Fiorini
- La Saint-Jean d'été, dédié à Gaston Bachelard
- Ménagère mémoire
- La Couronne de Laure, dédié à Sylvie Galanis
- Fenêtres fausses fêtes, dédié à Michel-Georges Bernard
- Baigneuses, dédié à Jacques Duchateau
- Du bruit l'opéra, dédié à Raymond Queneau
- Le Petit Meccano poétique est dédié à Jacques Bens

Plusieurs de ces poèmes avaient préalablement fait l'objet de publications bibliophiliques, accompagnés de gravures ou lithographies de peintres de la nouvelle École de Paris que Jean Lescure avait rencontrés à partir de 1937, accompagnant leur travail de préfaces et articles en revues :
- La Couronne de Laure, avec une gravure de Marcel Fiorini, dans Paroles Peintes I, Paris, Éditions O. Lazar-Vernet, 1962
- Un herbier des dunes, 20 planches de Fiorini, Paris, Éditions de la galerie Jeanne Bucher, 1963
- Drailles, avec 4 dessins de Jean Coulot, dans Médiations n° 7, Paris, printemps 1964
- La Saint-Jean d’été, avec 11 bois gravés de Léon Gischia, Paris, Galanis, 1964

L'auteur devait spécifier de ce recueil : « toute réédition devra porter en dédicace à Gilberte », sa seconde épouse, Gilberte Le Quéré.

## Analyse
« Entre un silence et le silence la poésie insère parfois les tendres, les vulnérables, les dures concrétions de quelques combinaisons de mots qui sont, peut-être, à la fois l'affirmation et la négation de ce silence. Un destin, peut-être, conduit quelques hommes à figurer dans les objets du langage une histoire sans histoire, une durée sans durée, un chemin, sans commencement ni fin autres qu'aléatoires, comme ces vagues traces que laissent les troupeaux de la transhumance et que l'on appelle des drailles dans le midi »

— écrit l'auteur dans le prière d'insérer du recueil (novembre 1968).